# Marcia (épouse de Caton)
Pour les articles homonymes, voir Marcia (homonymie).
Marcia,  née vers  80 av. J.-C., fille de Lucius Marcius Philippus, est la seconde épouse de Caton d'Utique.

## Biographie
Marcia vécut au Ier siècle av. J.-C., et selon une coutume archaïque à l'époque, après avoir été l'épouse de Caton, elle est cédée à Quintus Hortensius Hortalus, afin que celui-ci puisse avoir des enfants. Après la disparition de ce second mari, elle reviendra vers son premier époux, devenant un symbole de fidélité conjugale.
Dante Alighieri, qui extrait son histoire probablement de Lucain (La Pharsale II, 326-379), la situe dans le Limbe des grands esprits aux côtés d'autres femmes importantes de la mythologie romaine (Inf. IV, 128). Il la cite également dans le Purgatoire (I , 79),  et dans le Convivio où il en donne une explication allégorique interprétant le retour de Marcia à Caton, comme le retour de l'âme à Dieu à la fin de la vie (IV XXVIII 13-19).

## Sources
- (it) Cet article est partiellement ou en totalité issu de l’article de Wikipédia en italien intitulé « Marzia (Catone) » (voir la liste des auteurs).